# ОФФ «Северо-Запад»
Объединение федераций футбола «Северо-Запад» (ОФФ «Северо-Запад») — некоммерческая организация, образованная в форме общественной организации 8 июня 1995 года, член РФС в статусе межрегионального объединения и АМФР.
Полное наименование: Региональная общественная организация «Объединение федераций футбола «Северо-Запад».
До декабря 2021 года называлась: Межрегиональное объединение федераций футбола «Северо-Запад» (МРО «Северо-Запад»).
ОФФ «Северо-Запад» проводит соревнования по футболу и мини-футболу среди любительских футбольных клубов (мужчин и женщин), турниры среди детско-юношеских команд, соревнования ЮФЛ Северо-Запад. Занимается подготовкой спортсменов, судей и специалистов в сфере футбола.

## Состав
В состав входят футбольные федерации следующих субъектов Российской Федерации:
1. Республика Карелия
2. Республика Коми
3. Архангельская область
4. Мурманская область
5. Калининградская область
6. Ленинградская область
7. Новгородская область
8. Псковская область
9. Ненецкий автономный округ
10. Санкт-Петербург — с 28 мая 2022 года федерация также обладает статусом Организации МРО

## Руководство
- Президент — Николай Голубев (с 30 июля 2022 года)[2]
- Исполком[3] — Юрий Болобонов, Александр Гвардис, Николай Довгоборский, Александр Коновалов, Игорь Левит, Игорь Лузгин, Максим Матешев, Роман Мозголин, Александр Смирнов[4].

Анатолий Турчак, являвшийся президентом ОФФ «Северо-Запад» на протяжении 25 лет, в октябре 2020 года покинул пост. С декабря 2020 года президентом являлась Елена Илюхина.

## Соревнования
- Зональный этап Первенства России по футболу среди любительских футбольных команд (III дивизион), являющийся Чемпионатом Северо-Западного федерального округа по футболу
- Зональный этап Первенства России по футболу среди женских команд (I лига), являющийся Чемпионатом Северо-Западного федерального округа по футболу среди женских команд
- Зональный этап Кубка России по футболу среди любительских футбольных команд, являющийся Межрегиональным спортивным соревнованием «Кубок среди любительских команд – «Северо-Запад»
- «Кубок регионов» — Северо-Запад➤, является отборочным этапом Кубка регионов РФС, определяющего лучшую любительскую команду IV дивизиона[8][9]
  - Кубок чемпионов ОФФ «Северо-Запад» (в рамках IV дивизиона) — в том числе как национальный отбор к Кубку регионов УЕФА.
- Юношеская футбольная лига Северо-Запад, являющаяся Первенством Северо-Западного федерального округа по футболу (16-18 лет)
- Зональный этап Первенства России среди команд спортивных школ и клубов, являющийся Первенством Северо-Западного федерального округа по футболу (14-15 лет)
- Зональный этап Первенства России среди команд юниорок, девушек и девочек, являющийся Первенством Северо-Западного федерального округа по футболу (12-18 лет)
- Первенство ОФФ «Северо-Запад» по футболу среди команд мальчиков (9-13 лет)
- Зимний турнир на призы полномочного представителя Президента РФ в Северо-Западном федеральном округе
- Весенний турнир ОФФ «Северо-Запад» среди молодёжных команд (до 21 года включительно) имени А.А. Турчака
- Чемпионат Северо-Западного федерального округа по мини-футболу среди мужских команд
- Чемпионат Северо-Западного федерального округа по мини-футболу среди женских команд
- Первенство Северо-Западного федерального округа по мини-футболу среди юношей, мальчиков, девушек и девочек (12-18 лет)
- Кубок ОФФ «Северо-Запад» по мини-футболу
- Первенство ОФФ «Северо-Запад» по пляжному футболу среди любительских команд высших и средних специальных учебных заведений (юноши, девушки)
- Региональный этап общероссийских проектов «Мини-футбол – в школу» и «Мини-футбол – в вузы»

## Победители соревнований

### Победители Чемпионата
- 1996 — «Металлург» (Пикалёво)
- 1997 — «Химик-Пограничник» (Сланцы)
- 1998 — «Оазис» (Ярцево)
- 1999 — ФК «Псков»
- 2000 — «Светогорец» (Светогорск)
- 2001 — «Кондопога» (Кондопога)
- 2002 — ФК «Пикалёво»
- 2003 — «Балтика-Тарко» (Калининград)
- 2004 — «Локомотив» (Санкт-Петербург)
- 2005 — «Балтика-2» (Калининград)
- 2006 — «Апатит» (Кировск)
- 2007 — «Север» (Мурманск)
- 2008 — «Торпедо-Питер» (Санкт-Петербург)
- 2009 — «Апатит» (Кировск)[10]
- 2010 — «Химик» (Коряжма)
- 2011/2012 — «Русь» (Санкт-Петербург)[11]
- 2012/2013 — «Тревис и ВВК» (Санкт-Петербург)
- 2013 — «Тревис и ВВК» (Санкт-Петербург)[12]
- 2014 — «Карелия» (Петрозаводск)[13]
- 2015 — «Звезда» (Санкт-Петербург)[14]
- 2016 — «Звезда» (Санкт-Петербург)[15]
- 2017 — «Звезда» (Санкт-Петербург)[16]
- 2018 — «Химик» (Коряжма)[17]
- 2019 — Маркет Света (Санкт-Петербург)[18][19]
- 2020 — «Динамо» (Санкт-Петербург)[20]
- 2021 — «Ядро» (Санкт-Петербург)[21]
- 2022 — «Север» (Мурманск)
- 2023 — «Север» (Мурманск)
- 2024 — «Север» (Мурманск)

С 2022 года победителю чемпионата среди мужских команд вручается эксклюзивный кубок, который повторяет дизайн кубка Аспдена — трофея, который вручался чемпиону Петербурга в начале XX века.

### Обладатели Кубка
- 1996 — кубок не проводился
- 1997 — «Химик-Пограничник» (Сланцы)
- 1998 — кубок не проводился
- 1999 — ФК «Псков»
- 2000 — «Динамо-Стройимпульс» (Санкт-Петербург)
- 2001 — «Тарко» (Калининград)
- 2002 — «Балтика-Тарко» (Калининград)
- 2003 — «Балтика-Тарко» (Калининград)
- 2004 — «Луки-СКИФ» (Великие Луки)
- 2005 — «Балтика-2» (Калининград)
- 2006 — «Север» (Мурманск)
- 2007 — «Псков-747»
- 2008 — «Апатит» (Кировск)[24]
- 2009 — «Балтика-М» (Калининград)[25]
- 2010 — «Карелия-Дискавери» (Петрозаводск)[26]
- 2011 — «Апатит» (Кировск)[27]
- 2012/2013 — «Тревис и ВВК» (Санкт-Петербург)[28]
- 2014 — «Карелия» (Петрозаводск)[29]
- 2015 — «Звезда» (Санкт-Петербург)[30]
- 2016 — «Звезда» (Санкт-Петербург)[31]
- 2017 — «Автофаворит» (Псков)[32]
- 2018 — «Звезда» (Санкт-Петербург)[33]
- 2019 — «Динамо» (Санкт-Петербург)
- 2020 — ФК «Псков»[34]
- 2021 — ФК «Псков»[35]
- 2022 — «Север» (Мурманск)
- 2023 — СШ «Ленинградец» (Ленинградская область)
- 2024 — «Север» (Мурманск)[36]

## Кубок чемпионов ОФФ «Северо-Запад»
(С 2023 года — Кубок регионов — Северо-Запад)
В турнире принимают участие победители или призёры региональных соревнований субъектов СЗФО. Проводится с 1996 года. В 1996—2001 годах именовался кубком чемпионов Северо-Западного региона, в 2004, 2013 годах — кубком чемпионов областей Северо-Западного региона. В 2002—2003, 2005—2012, 2014, 2020 годах не проводился.
| Год  | Победитель                          | Финалист                                        | Счёт финала                  |
| ---- | ----------------------------------- | ----------------------------------------------- | ---------------------------- |
| 1995 | Сортавала                           | Эла (Калининград)                               | 1:0                          |
| 1996 | Эла (Калининград)                   | Финальный матч не проводился                    | Финальный матч не проводился |
| 1997 | Ладога (Кировск)                    | Сортавала                                       | 4:1                          |
| 1998 | Фаворит (Выборг)                    | Динамо (Мурманск)                               | 1:0                          |
| 1999 | Динамо (Мурманск)                   | Финальный матч не проводился                    | Финальный матч не проводился |
| 2000 | Тарко (Калининград)                 | Финальный матч не проводился                    | Финальный матч не проводился |
| 2001 | Тарко (Калининград)                 | Финальный матч не проводился                    | Финальный матч не проводился |
| 2004 | Пикалёво                            | ПСЖ (Гатчина)                                   | 4:3                          |
| 2013 | Фаворит (Выборг)                    | Финальный матч не проводился                    | Финальный матч не проводился |
| 2015 | Звезда (Санкт-Петербург)            | Финальный матч не проводился                    | Финальный матч не проводился |
| 2016 | Фаворит (Выборг)                    | Звезда (Санкт-Петербург)                        | 2:2 (5:3 пен.)               |
| 2017 | Луки-Энергия (Великие Луки)         | ЛАЗ (Луга)                                      | 1:0                          |
| 2018 | Олимпия (Гвардейск)                 | Электрон (Великий Новгород)                     | 2:2 (4:3 пен.)               |
| 2019 | Динамо (Санкт-Петербург)            | Триумф (Петрозаводск)                           | 4:1                          |
| 2021 | СКО-Неман (Калининградская область) | Череповец — СШОР «Витязь» (Вологодская область) | 1:0                          |
| 2022 | Химик (Коряжма)                     | Приозерск (Приозерск)                           | 1:1 (5:3 пен.)               |
| 2023 | ГУОР-Карелия (Кондопога)            | Приозерск (Приозерск)                           | 0:0 (5:4 пен.)               |
| 2024 | Приозерск (Приозерск)               | Череповец                                       | 2:1                          |
| 2025 | Псков                               | СШ «Ленинградец» (Ленинградская область)        | 2:1                          |